# 染髮

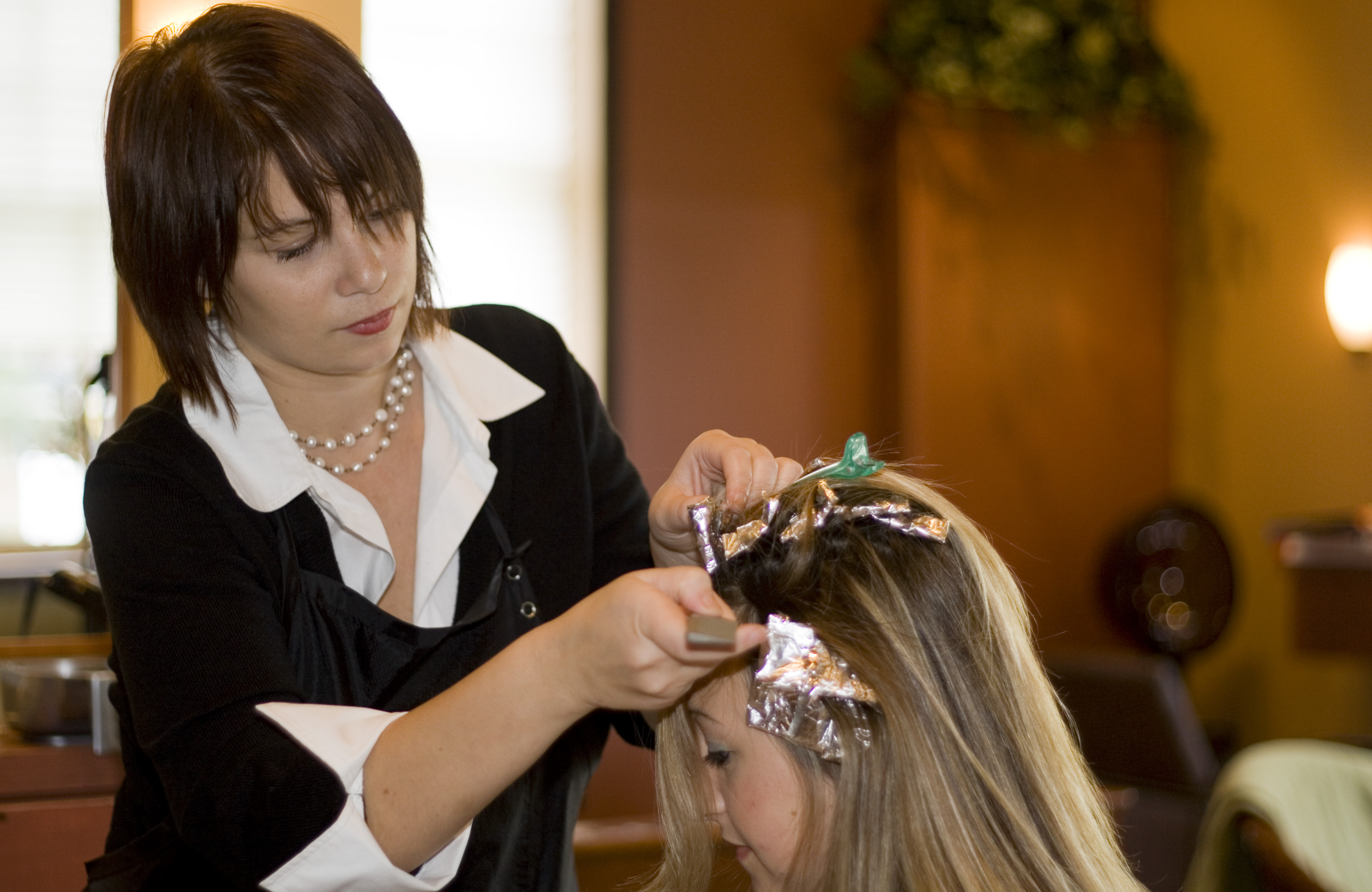
髮型師正爲顧客染髮。

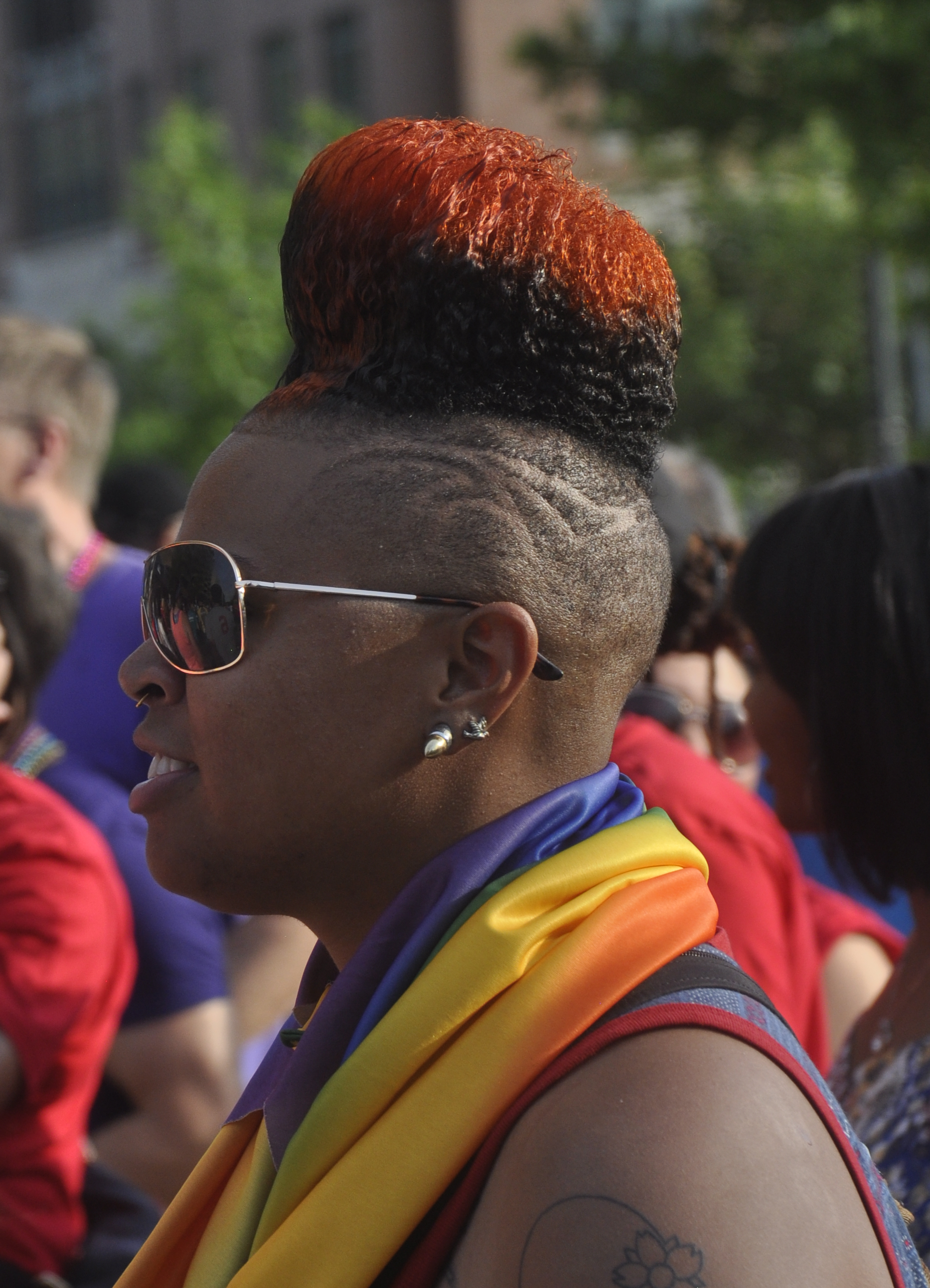
華盛頓特區婦女與染色的頭髮。

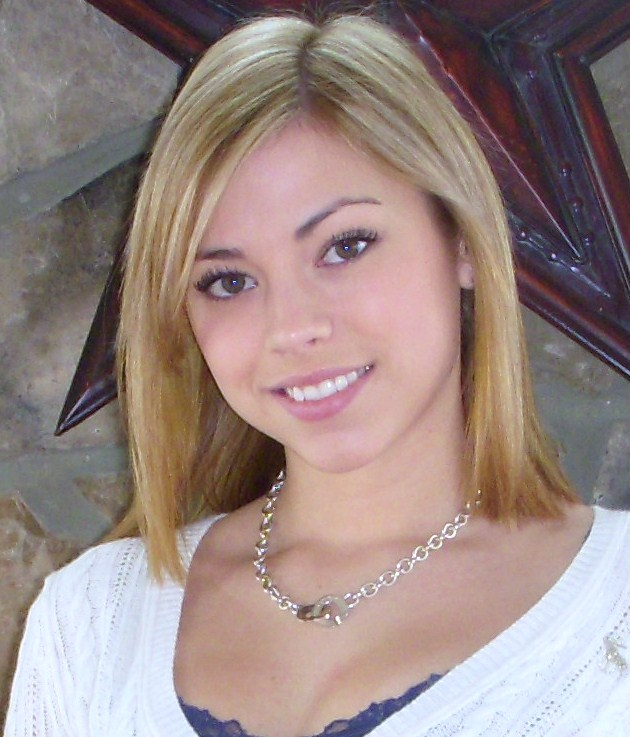
凸顯金色直髮。

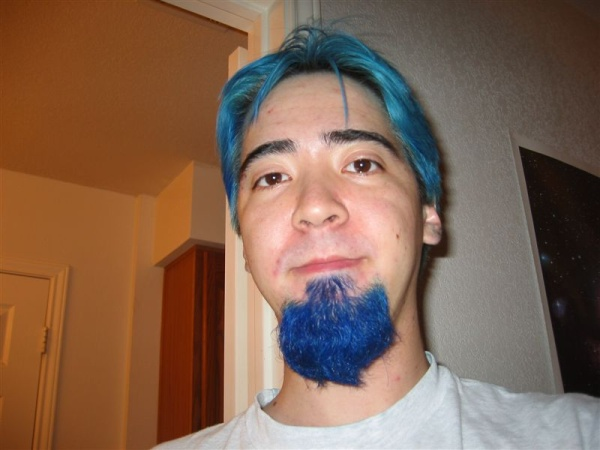
藍色的頭髮和鬍鬚。

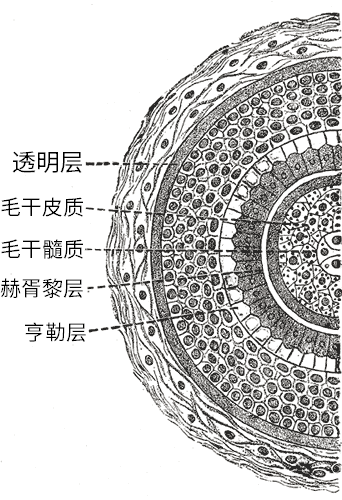
頭髮結構。

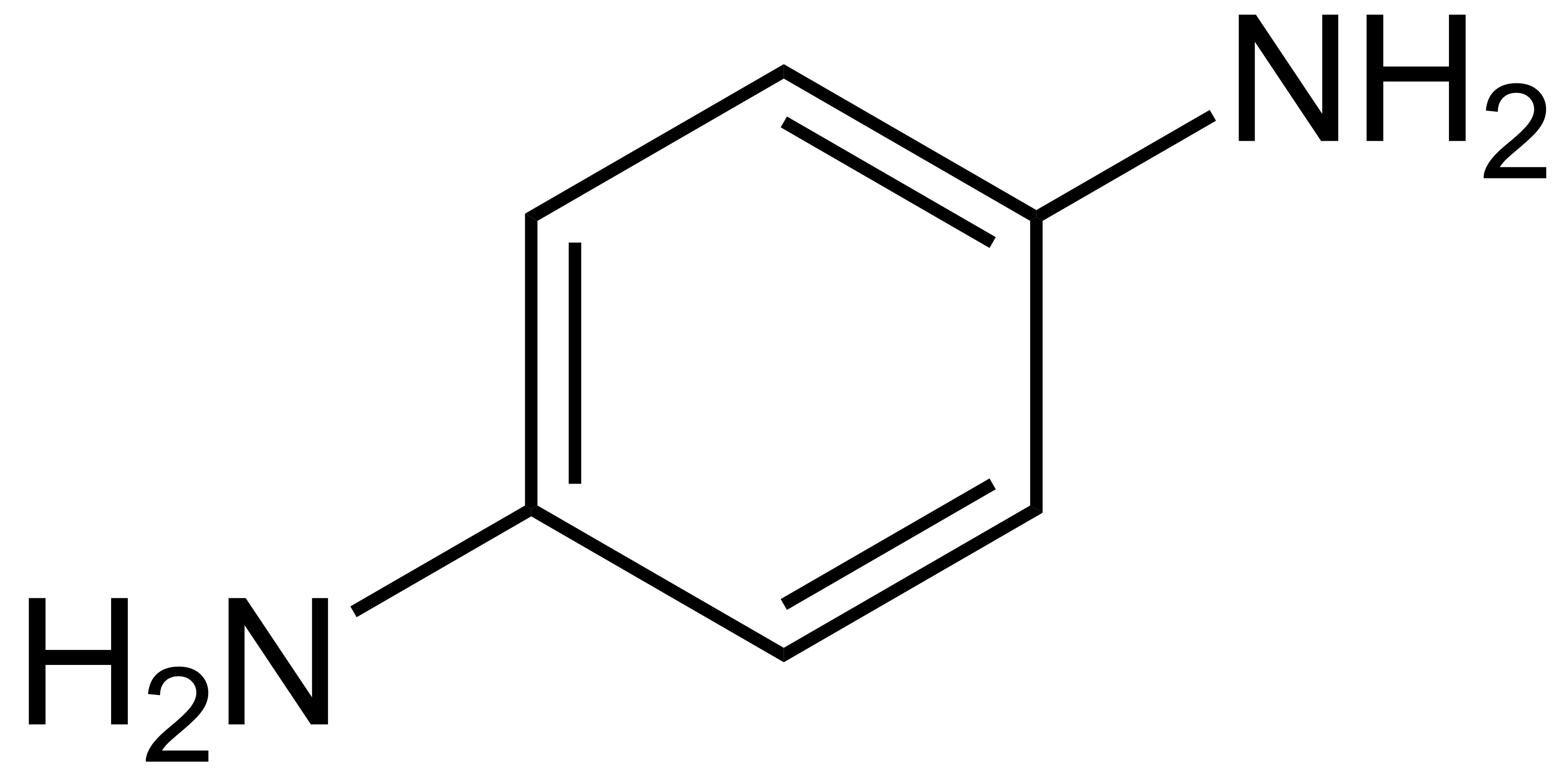
對苯二胺阿摩尼亞氨水（Ammonia），灰、黑、棕色調的染髮劑。

染髮是利用染髮劑將毛髮的色彩改變，從而達到美化或改變型象的效果，而頭髮漂染可分為暫時性、半永久性和永久性。染髮可以通過專業美髮師做或自己在家裡做。染髮在美國很受歡迎，美國女性約75％以上染髮。2011年美國人自己在家裡染髮總體花費達到$19億美元，預計到了2016年將提高到$22億美元。
染髮是很早就有的習俗。南朝宋何长瑜曾写《嘲府僚诗》讽咏陆展染发：“陆展染须发，欲以媚侧室。青青不解久，星星行复出。”唐朝诗人刘禹锡有诗云：“近来时世轻前辈，好染髭须事后生。”现代意义上的染发为法国出生的德裔化学家、萊雅的創辦人尤金·史威拉于1907年发明。
染髮劑可分為兩種，一種為化學染髮劑，其成分多含有苯類（如：對苯二胺）和氨水(俗稱阿摩尼亞）、雙氧水和化學色素，用以取代頭髮中原色或是填進白髮中空洞的色素囊，以達到染色目的。
另一種為天然染髮劑，常
而染髮目的有為潮流時尚、表演，或者轉換形象或心情，也會改變外在年齡，絕大部分為掩蓋銀髪老態，但也有相反的為了表現老成或道行高深而將頭髪染白。

## 歷史
頭髮的染色是一門古老的藝術，包括使用各種不同化學化合物處理毛髮。在古代從植物中獲得的染料，一些最知名的是指甲花(henna)，靛藍，番瀉葉，薑黃和餘甘子，其他包括黃楊，黑胡桃殼，赭紅和韭菜。1661年的書；「十八種書籍藝術與自然的秘密」，對染髮使用各種顏色的方法包括黑，黃，綠，紅，黃，白色等色進行了說明。1860年代發現對苯二胺與空氣反應而發展了合成染料。歐仁•舒萊爾，萊雅公司(L'Oréal)的創始人，被公認在1907年創造了第一個合成染髮劑。1947年德國化妝品公司施華蔻(Schwarzkopf)推出的第一款居家使用染髮的產品「聚彩」。染髮現在是每年數十億美元的行業，涉及使用植物來源或合成染料二種方法。

## 技巧應用

### 不接觸頭皮
頭髮染色傳統上使頭髮成為一個單一整體色彩。而現代趨勢則是使用幾種顏色，而產生頭髮明顯的條紋及層次感，而不是一個單一的基本顏色。
這些被稱為：
- 淺亮色染，其中頭髮用漂淺染劑染色，他們通常染成金色頭髮。
  - 深暗色染，那頭髮由深色的染料處理。
- 也有較新的應用技術，如法式漸層染髮(ombré)，在頭頂頭髮上有點暗，然後一點點向外圍染成淺亮色。

這些不接觸頭皮的技術，可以通過以下方法施加：
- 鋁泊挑染，其中箔或塑料薄膜的片，用於分開要著色的頭髮；尤其是施加不止一種顏色時。這樣可以使顏色只在需要染的頭髮上而保護其餘的頭髮。
- 帽子漂染，當一個塑料帽子放在頭部和股線通過鉤拉住。這種方法是不經常使用，例外是用於短髮淺亮髮。
- 泡泡漂染(Bubble Color)，第一劑第二劑混合後形成泡泡型染劑，自行均勻塗抹於頭髮上，包上塑料帽子30分後成型。
- 刷染(Balayage)，其中沒有用鋁箔直接塗在頭髮上。這種方法越來越受歡迎，因為它看起來更自然。單靠掃就可以染出如陽光下的自然對比及陰影
- 浸染(Dip-Dye)或漸變染，浸染和漸層染髮(ombré)的髮型是相似的，然而浸染通常涉及亮氖的顏色，頭髮與髮尾變成一個多混合自然或鮮豔的彩色風格。區別於傳統的全染或挑染，漸層染是將頭髮染為雙色甚至多色，讓髮色呈現由深至淺、由淺至深或是彩虹色調遞進的變幻效果。

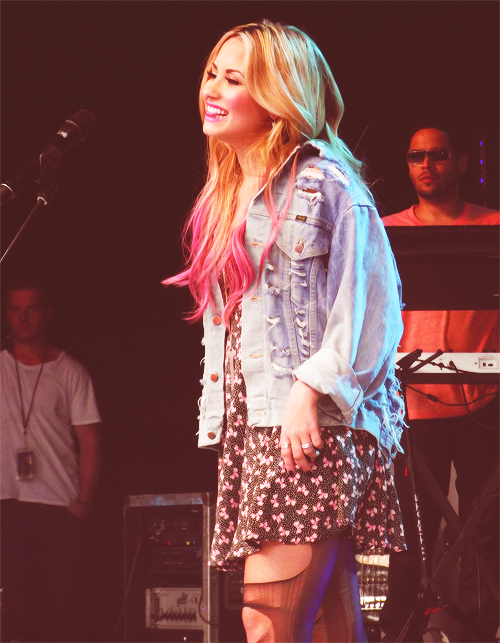
黛咪·洛瓦托和她的浸染

所有的技術應用可以使用任何類型的色彩。染淺亮色染時頭髮有時在著色之前先被漂白。

### 接觸頭皮
染髮劑也可以覆蓋在頭皮上以獲得更堅實的層面。
- 髮根補色，顏色只施加到頭髮最近生長的部分。通常從頭皮第一英寸。自然髮色生長出來和變得明顯時每4到6週重複髮根補色。試圖掩蓋灰白部份的人們常常做這些髮根補色。

## 染髮的類型

### 永久性染髮
永久性染髮劑一般含有氨(第一劑)，同時必須與顯色劑或氧化劑混合使用(第二劑)，以永久地改變頭髮的顏色。氨劑Armonia用於打開表皮角質層，使得染料中間體、顯色劑和人工色素一起滲入皮質層。顯色劑或氧化劑有各種不同劑量，顯色劑劑量越高，留在頭髮上的自然色素越高，若是深色頭髮希望達到兩個或三個色度以上，較淡的顏色可能需要較高的顯色劑調配，而頭髮較淡希望達到較深色的頭髮就不需要過多的顯色劑。毛髮染色可以因染髮的時間長短而變化，通常是30分鐘或45分鐘，實現覆蓋最大顯色值。
決定顏色：染色劑在碰到顯色劑或過氧化氫時，會慢慢地被氧化而加深顏色。不同的染色劑可以提供不同髮色，完全決定於染色劑的化學成分。例如灰、黑、棕色調是用對苯二胺（PPD），紅色是用 2-nitro-p-phenylenediamine，如果間苯二酚（resorcinol）的成分加多，頭髮就會呈現黃色。染色化學裡最主要的新發現是 dihydroxyphenylalanine（多巴,Dopa）， 以多巴為基礎的衍生物，使各式各樣的髮色變得可能。

### 準永久性染髮或長效半永久性染髮
準永久性染髮或長效半永久性染髮：單純將髮色染深，減少氧化破壞髮質。對灰白的頭髮準永久染染髮持久效果介於永久染半永久染之間。使用其他非氨的鹼性試劑(例如乙醇胺，碳酸鈉)，而顯色劑或氧化劑比永久性染髮劑的含量更低。

### 半永久性染髮
半永久性染髮劑具有比臨時性染髮劑染料更小的分子(苯胺衍生物、硝胺基染料或鹼性染料)。這些染料僅部分地滲透到毛幹，由於這個原因，一般經4-5次反复洗髮或是在幾週內，顏色仍然可保存。半永久性染髮劑不含或含少量顯色敷用劑，過氧化氫，氨，因此更不易損壞頭髮。然而半永久性染髮劑仍可能包含可能致癌化合物對苯二胺(PPD)或其他類似這類的成分。

#### 天然植物半永久性染髮劑
天然植物半永久性染髮劑有指甲花，洋甘菊，靛蓝粉，藍草粉，木材和樹皮的提取物等。
「黑娜」指甲花(Henna)的染料分子稱為指甲花醌(lawsone)，這種成分與蛋白質有很好的親和力，白、灰、淡黃髮才會顯出紅棕色，黑髮無法染。目前市面上的植物性染料，有一部分是合成品，為了使色彩豐富選擇多樣化，有些產品會加入金屬染料。

#### 金屬性半永久性染髮劑
金屬性半永久性染髮劑另稱漸進型染料，成份以醋酸鉛、硝酸銀類的金屬染料為主，每天噴在頭髮上，經2到3週逐漸將髮色加深定型，比較適合短髮的男性。

### 暫時性染髮
暫時性染髮劑有各種形式，包括沖洗劑，洗髮劑，凝膠劑，噴霧劑和泡沫劑可用。暫時性染髮劑的顏色通常比半永久性和永久性染髮劑的顏色更明亮，更鮮豔。這最常用於特殊場合，如化裝舞會和萬聖節。暫時性染髮劑的色素分子很大，無法穿透角質層。彩色顆粒吸附(緊密附著)在髮幹，洗頭髮很容易除去顏色。

### 另類顏色染髮
另類染髮產品創造出自然界中不常見的髮色，用的是不同顏色的染料，例如綠色和紫紅色。對於某些永久性染髮的特異顏色都可以從大的護髮品牌中找到。一些替代色調可以发出荧光色反應，它常在夜總會、舞會中會顯現出來。

## 如何保持頭髮的顏色
還有一些人們可以保持染髮的顏色，如以下許多方面：
- 使用護色洗髮精和調理劑
- 使用無硫酸鹽洗髮精
- 使用紫色的洗髮精和調理劑，以保持或增強頭髮的金色
- 使用留存型紫外線吸收劑
- 使用深層處理以增光添彩
- 避免氯、漂白水
- 採用造型器具前使用熱保護產品

## 選擇天然染髮劑
有許多天然方法可以做來染髮，而不必使用包含幾種化學物質的顏料，特別是一些可能導致刺激皮膚和毛髮的顏料。很多天然染髮劑可以在家裡簡單地做成。天然染髮劑可以經由使用天然草藥如指甲花來做成。不同類型的草藥可以實現某種顏色染料。靛藍或黑核桃粉染成黑色或暗色，而洋甘菊，金盞花染成較深的金髮。黑茶葉和木槿花製作成的染料染成黑色，尤其在東南亞指甲花和其衍生品做成的染髮劑可染成暗橙紅色。儘管許多天然染髮劑可以在家中製做，市場上可在髮廊購買套件產品，在染髮時使用天然成分。
使用天然染髮劑仍然要戴上手套。

## 染髮引起的不良影響
毛髮染色涉及使用能夠去除、替換、遮蓋天然毛幹內色素的化學物質。這些化學品的使用可導致一系列的不良影響，包括皮膚刺激和過敏、頭髮斷裂、皮膚變色的和意想不到的染髮結果。根據國際癌症研究機構(IARC)，在暴露人群的體外和體內中研究已經表明，在毛髮染色過程中使用的一些頭髮染料和許多化學物質被認為可以導致細胞突變和致癌。

### 皮膚的刺激和過敏
某些人使用毛髮染色劑可導致過敏反應和皮膚的刺激，個人對谷蛋白(麵筋)過敏購買染髮劑時更需謹慎，因為某些染髮劑含有谷蛋白。

### 頭髮斷裂
頭髮過度的暴露於化學品而損壞被認為是過度染髮。這導致頭髮乾燥，粗糙，脆弱。在極端的情況下，頭髮可因損壞，而完全斷裂。

### 皮膚變色
皮膚指甲和頭髮都有類似的角化型蛋白。這意味著染髮在髮際周圍可能會導致皮膚的變色。這比較常見於較深色的染劑和皮膚乾燥的人。這也是為什麼我們建議染髮時戴膠乳或丁腈橡胶手套以保護手。
在皮膚自我更新和頂層皮膚自然除去時(通常需要幾天或至多一周)這種變色會消失。

### 健康問題
- 醋酸鉛鹽是有毒的。 醋酸鉛三水合物也被證明會引起生殖毒性。
- 有些研究認為染髮會引發一些癌症包括白血病，非何傑金氏淋巴瘤，膀胱癌，血癌，和多發性骨髓瘤。
- 2004年一個已知的人類致癌物「4-氨基聯苯」在一些商業染髮劑被發現。
- 苯二胺是已知會導致健康問題，如對皮膚的刺激。在製造過程中或使用染髮劑時可能會接觸苯二胺。據杜邦產品安全匯總表，對苯二胺（PPD）標記為有毒的，可能對水生生物有不利影響，並可能導致水生環境長期不利影響。
- 某些染髮劑中含有谷蛋白(麵筋)對谷蛋白過敏的人群可能是危險的。

## 永久染髮的化學過程
染髮需要三個組成部分：(1)1,4–苯二胺(歷史)或2,5–二氨基甲苯(目前)，(2)一種偶聯劑(成色劑)，(3)一種氧化劑。該過程通常在鹼性條件下進行。氧化染料的機理包括三個步驟：1)氧化1,4–苯二胺衍生物到苯醌狀態。 2)二亞胺與耦合器反應。 3)氧化所得的化合物得到最終的染料。
製備(染料前體)是無色的形式。氧化劑通常是過氧化氫，通常由氨提供鹼性環境。過氧化氫和氨的組合導致頭髮被淡化，為染料提供了一個「空白畫布」。氨打開頭髮軸孔，使得染料可在頭髮纖維內部擴散。這些染料中間體和成色劑可經歷氧化，偶合反應(成色反應)，形成較大的分子，其被截留在毛髮基質，無法通過洗滌除去。
初級中間體的各種組合提供的髮色色調的光譜。初級中間體是芳族對位化合物，如1,4-苯二胺或4-氨基苯酚。該成色劑是苯胺的間位取代的衍生物。基於顏色他們有三種主要類型，他們與初級中間體反應時它們產生顏色。

成色劑是組成染髮染料的顏色的化合物。這裡展示的是三個紅色成色劑（A，B，C），兩黃綠色成色劑（D，E）和藍色成色劑（F）。

- 藍色成色劑包括1,3-二氨基苯和其衍生物。
- 紅成色劑包括苯酚和萘酚，例如3-氨基苯酚（CAS＃591-27-5），5-氨基-2-甲基苯酚（CAS＃2835-95-2）和1-萘酚（CAS＃90-15-3 ）。 2,5-二氨基甲苯與成色3-氨基苯酚的組合給出了洋紅棕色染料，而2,5-二氨基甲苯與成色1-萘 酚的組合給出了紫色染料。
- 黃綠色成色劑包括間苯二酚，4-氯間苯二酚，和苯並二呋喃。這些化合物產生的寬帶吸收，當他們反應形成染料，從而提供更自然的髮色。 2,5-二氨基甲苯與成色間苯二酚的組合給出了一個綠褐色染料。

第一步驟為對苯二胺氧化成醌二亞胺(C6H4(NH)2):
第二步涉及對此成色劑上的醌二亞胺的攻擊。在有機化學，該反應被稱為親電芳族取代：
在第三和最後的步驟，從所述醌二亞胺的成色反應的產物氧化成最終的染髮劑。
有人曾經認為，上述反應形成永久的頭髮染料。它後來被證明，在頭髮上形成永久的顏色最主要的原因，是因為它產生一個更大的染料分子，將其鎖定在毛髮內部。

## 植物性染料
指甲花是一種橙色染料，通常只用作準永久性頭髮顏色，其活性成分指甲花醌與角蛋白結合。因此它被認為是半永久性到永久性的染髮劑，取決於一個人的頭髮的類型。大多數人會從指甲花實現了永久性的染髮顏色，特別是第二染髮之後。重複使用橙色建構成紅色，然後赤褐色。而「自然」的指甲花一般為紅色。存在差異時這些變化通常含有其他植物，甚至合成染料的成分。
靛藍是來自植物的天然染料(木藍，牡丹或蓝花)可添加到指甲花或在它的上面層疊創建棕褐色至黑色色調的頭髮。在色輪上，指甲花是橙色，靛藍是藍色，這樣的互補，使這兩種顏色攜手共進，共創棕褐色色調。像指甲花，靛藍可能在頭一次使用後會褪色，但由於在頭髮上重複使用使它變成永久性染髮。
使用植物型染色劑，如指甲花以後在試圖做一個燙髮或永久性染髮時，可能會出現問題。一些商店買的指甲花染色劑含有金屬鹽，該鹽與過氧化氫作出反應，氧化氫即用在毛髮增淡使用。這可能會導致不可預知的結果，如使頭髮變成綠色或藍色色調。只要沒有使用金屬鹽，指甲花是頭髮染色的一個健康的方式。

## 外部連結
- How Stuff Works "How Hair Coloring Works" （页面存档备份，存于）
- "Most complete henna information source" （页面存档备份，存于）